# Agulla arizonica
Agulla arizonica är en halssländeart som först beskrevs av Nathan Banks 1911.  Agulla arizonica ingår i släktet Agulla och familjen ormhalssländor. Inga underarter finns listade i Catalogue of Life.